# Så nära (Nilla Nielsen)
Så nära är en singelskiva från albumet Så nära av Nilla Nielsen, utgiven 7 december 2012. 

## Låtlista
1. Så nära - (Nilla Nielsen)

## Band
- Nilla Nielsen - Sång, akustisk gitarr, programmering
- Niklas Ekelund - Elgitarr
- Walle Wahlgren - Trummor
- Alfred Andersson - Bas

## Musikvideo
Så nära finns även som "musikvideo"

## Fotnoter
1. ↑  ”Recension av Så nära” Arkiverad 27 augusti 2012 hämtat från the Wayback Machine., Barometern / Oskarshamnstidningen, 24/8 2012
2. ↑  ”Artikel om Så nära” Arkiverad 6 maj 2014 hämtat från the Wayback Machine., Some Things Are Classic, Some Things Are Just Old, 7/12 2012